# Удо (граф на Лангау)
Удо (830 – 879) от династията Конрадини, е граф в Лангау през 860/879 г.

## Биография
Той е син на Гебхард († 879), граф в Нидерлангау, който е син на Одо Орлеански († 834, граф на Орлеан 828 – 834) от род Удалрихинги, и брат на Ирментруда Орлеанска († 869), която през декември 842 г. се омъжва за император Карл II Плешиви (Каролинги).
Удо и неговите братя Беренгар и Валдо участват през 861 г. в заговор против Лудвиг II Немски и бягат при Карл II Плешиви в Западнофранкското кралство. През април 861 г. в Регенсбург Удо, заедно с братята му Беренгар и техният чичо Ернст, са осъдени от Лудвиг и загубват всичките си служби и дадената им собственост, която им е върната от Лудвиг III Младши през 876 г.

## Фамилия
Удо е женен за Юдит, дъщеря на Конрад I, граф на Оксер и Аделхайд фон Тур. Те имат децата:
- Конрад Стари, X 906 граф в Оберлангау и др.
- Еберхард, X 902/903, граф в Нидерлангау
- Гебхард, X 910, 903 херцог на Лотарингия
- Рудолф, X908, 892/908 епископ на Вюрцбург